# Osłupienie
Osłupienie (stupor) – zaburzenie poznawcze, do którego objawów należą akineza, mutyzm, brak reakcji na bodźce przy jednoczesnym zachowaniu przytomności (może być jednak ona nieznacznie przymglona).
Pacjent, mimo zachowania świadomości, nie reaguje na bodźce zewnętrzne, nie porusza się, nie mówi, wzrok ma utkwiony w jednym punkcie.
Przyczyną osłupienia mogą być:
- zaburzenia psychiczne: schizofrenia (schizofrenia katatoniczna), depresja, mania, zaburzenia dysocjacyjne;
- czynniki organiczne: cukrzyca, otępienie, guzy bądź torbiele mózgu, kiła układu nerwowego, zapalenie mózgu oraz stan po udarze mózgu.